# Opéra national de Lorraine
Die Opéra national de Lorraine befindet sich in Nancy und stellt das bedeutendste Opernhaus im Nordosten Frankreichs dar. Den jetzigen Namen trägt das Haus seit Januar 2006, zuvor hieß es Opéra de Nancy et de Lorraine.

## Geschichte
Das erste Opernhaus von Nancy, erbaut in den 1750er Jahren, befand sich am Ort des heutigen Musée des Beaux-arts an der Place Stanislas. Das Haus brannte in der Nacht vom 4. auf den 5. Oktober 1906 – nach einer Probe der Oper Mignon – vollständig ab. Noch im selben Jahr wurde ein Architekturwettbewerb für eine neue Oper ausgelobt. Diesen gewannen der Architekt Joseph Hornecker (1873–1942), der ein historistisches Gebäude mit einem traditionellen Zuschauerraum all'italiana, in Hufeisenform, vorschlug, obwohl die Bürger von Nancy ein Art-nouveau-Projekt von Emil André bevorzugt hätten. Durch den Ersten Weltkrieg verzögerte sich die Fertigstellung erheblich. Die Oper wurde am 14. Oktober 1919 mit einer Aufführung der Nibelungenoper Sigurd von Ernest Reyer erfolgreich eröffnet.
1994 fand eine umfassende Renovierung und Restaurierung des Hauses statt, welche den Urzustand wieder herstellte. Sie stand unter Leitung des Architekten Thierry Algrin, einem Spezialisten für denkmalgeschützte Bauten. Am 1. Januar 2006 verlieh das Ministerium für Kultur und Kommunikation dem Opernhaus den Titel Nationaloper – als fünftem Haus außerhalb von Paris, nach Lyon, Bordeaux, Straßburg und Montpellier.

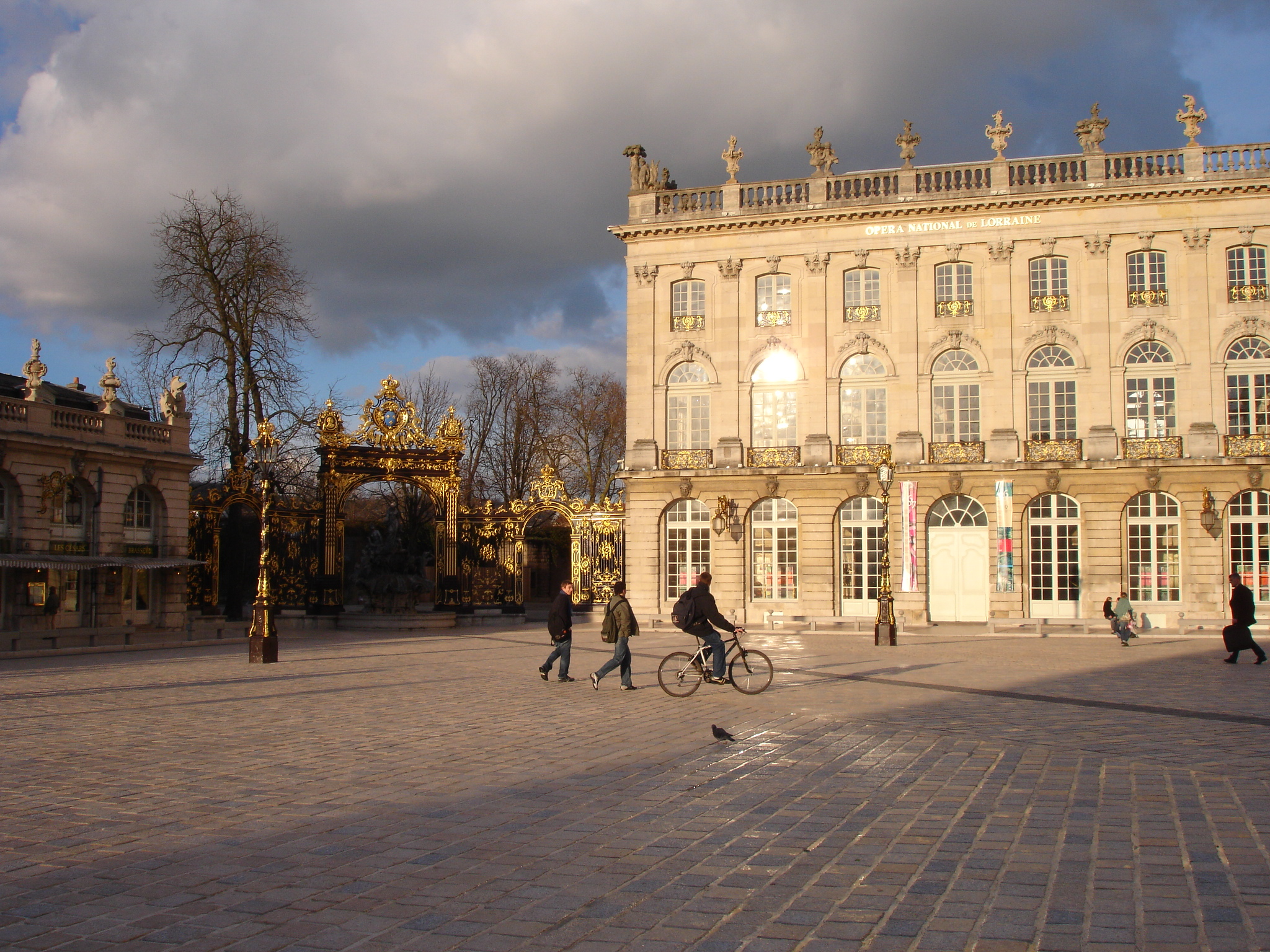
Place Stanislas
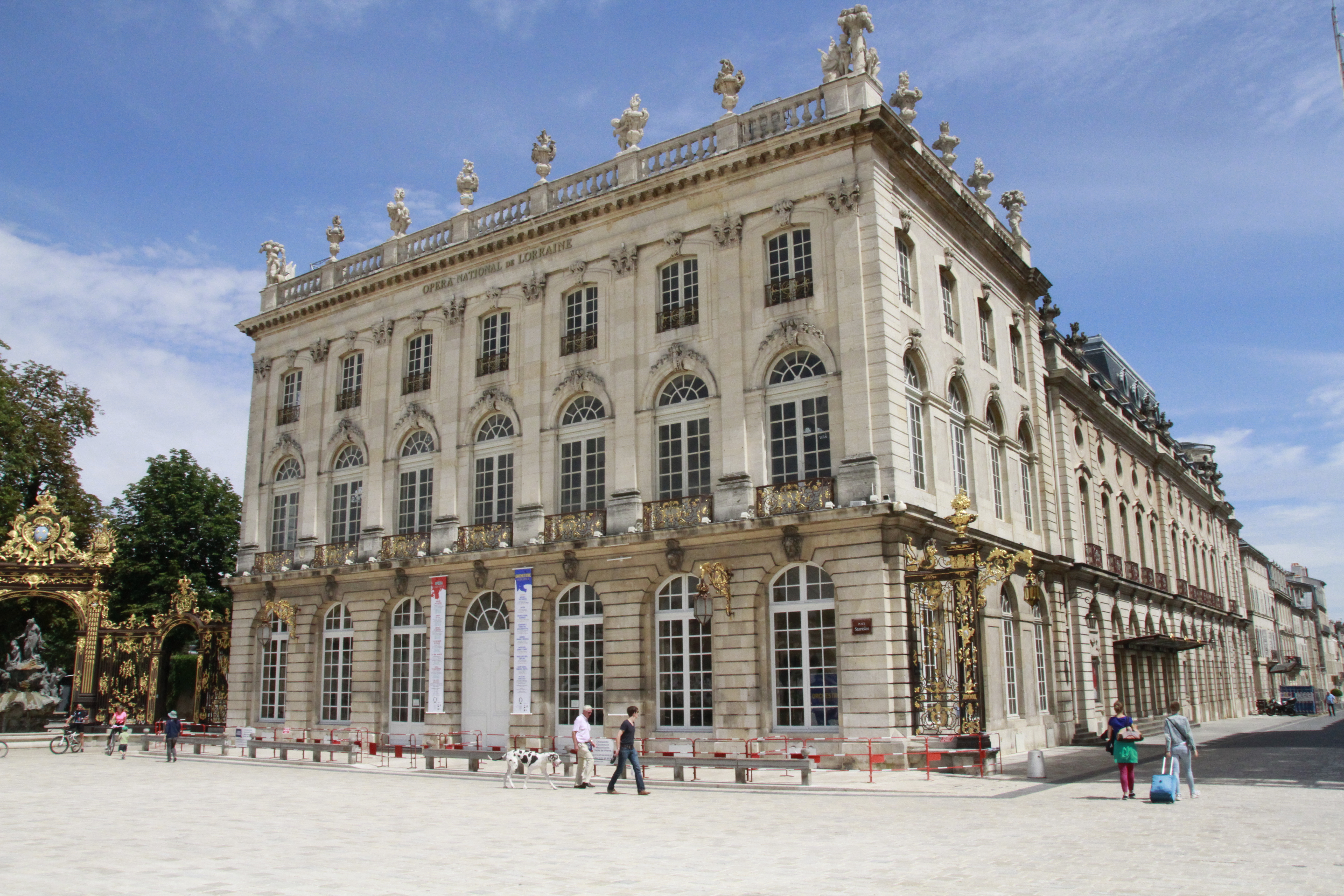
Seitenansicht
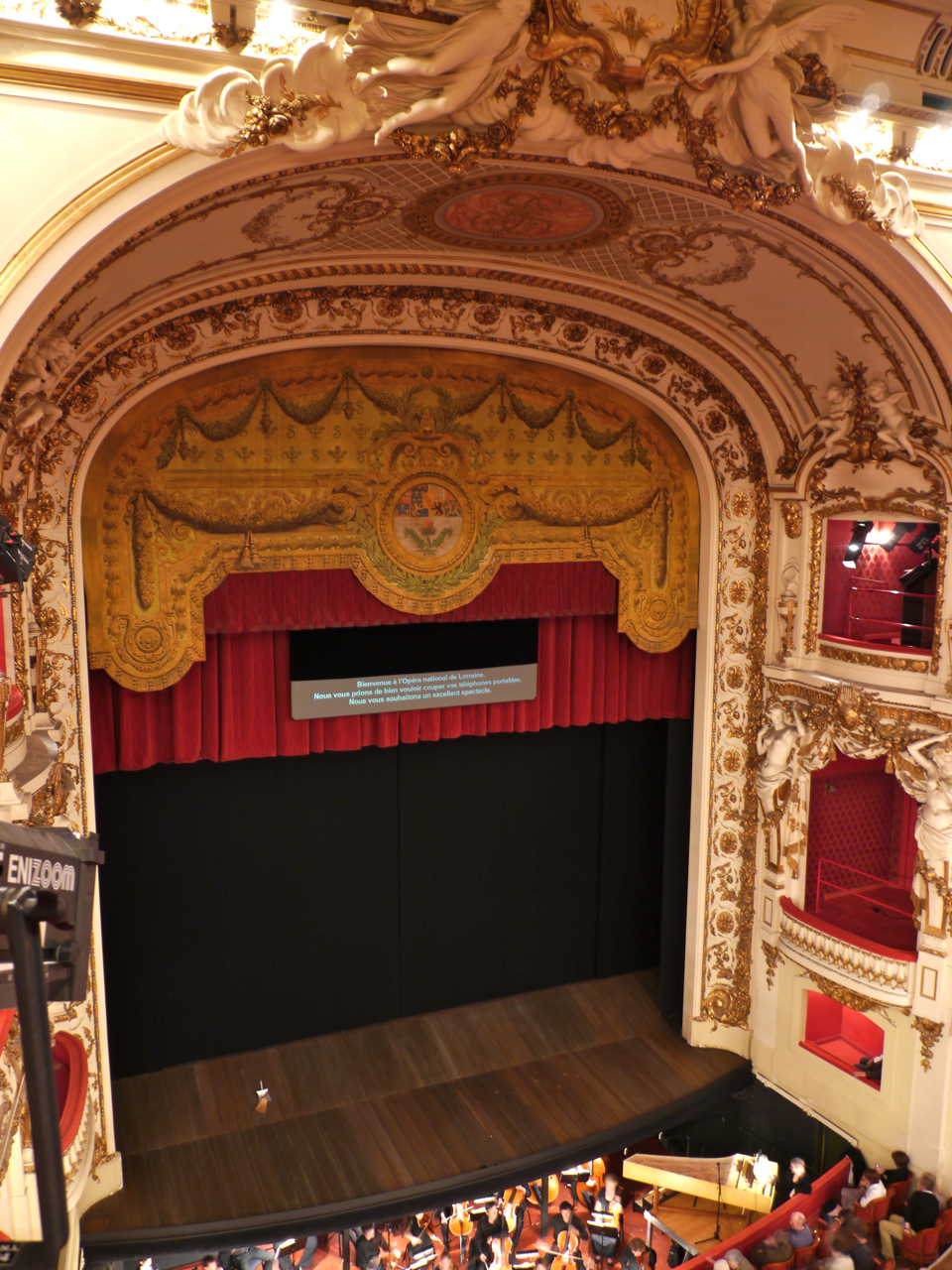
Bühnenportal